# Alexandre Sorel
Pour les articles homonymes, voir Sorel.
Alexandre Sorel, né le 11 juillet 1954, est un pianiste-concertiste français, compositeur et pédagogue.

## Biographie
Après des études à École normale de musique de Paris, Alexandre Sorel a été pianiste de musique de scène à la Comédie-Française sous la direction de Michel Franz. Il a accompagné au théâtre des comédiens comme Gisèle Casadesus, Michel Aumont, ainsi que Edwige Feuillère et Lambert Wilson comme directeur musical de Léocadia de Jean Anouilh en 1984 à la Comédie des Champs-Elysées.
Entre 1990 et 1995, Alexandre Sorel a été pianiste attitré au Musée d'Orsay à Paris où il interprétait chaque dimanche après-midi de la musique française (Fauré, Ravel, Debussy...) ainsi que des valses, polkas et mazurkas. C’est ainsi qu’il a fait redécouvrir au public plusieurs compositeurs qui étaient jusqu’alors tombés dans l’oubli, et notamment Émile Waldteufel dont il a enregistré la musique en première mondiale sous sa forme originale au piano pour la firme Solstice (label). Spécialiste de ce compositeur, il en est également le biographe (Livre des commémorations Nationales 2015 du Ministère de la Culture, Ma vie est une valse, Éditions Euphonia),, :
Il a également réalisé le seul enregistrement existant au monde de l'œuvre de Gatien Marcailhou d'Aymeric, dont la valse Indiana a inspiré l'œuvre de Camille Claudel. Cet enregistrement a conduit à la découverte d'un dessin inédit de Camille Claudel, une esquisse pour son bronze La Valse,.
Alexandre Sorel a réalisé de nombreuses émissions pour France-Musique, notamment un feuilleton sur la vie d’Émile Waldteufel qui a fait l’objet d’une publication par Radio France en coffret de 2 CD Émile Waldteufel, le Maitre français de la valse,.
Alexandre Sorel a par ailleurs réalisé, en 1997, le premier enregistrement au monde de l’œuvre de Marie Jaëll, qui fut l’amie et la confidente de Franz Liszt (SOCD no 156). Ce disque a été Diapason D’or et Évènement exceptionnel Diapason décerné en 1997 par le magazine Diapason.
Parallèlement à son activité de concertiste, Alexandre Sorel est un pédagogue professeur au conservatoire de Gennevilliers, il a créé une collection pédagogique intitulée Comment Jouer aux Éditions Symétrie.
Entre janvier 2011 et janvier 2018, Alexandre Sorel a dirigé la pédagogie du journal Pianiste Magazine. Il est toujours rédacteur permanent pour ce journal.  
Alexandre Sorel est spécialisé dans l'interprétation et la pédagogie de Frédéric Chopin.
Auteur d’une méthode de piano pour les enfants débutants, intitulée : La Méthode bleue publiée aux éditions Éditions Henry Lemoine. Elle comprend deux volumes : Le Livre de l’enfant et Le Livre des parents ou du professeur.

## Discographie
- 1990 : Émile Waldteufel : Estudiantina, Les Patineurs, et sept autres suites de valses (disque Solstice, SOCD no 100)
- 1992 : Émile Waldteufel : Souvenir de Biarritz, Manolo, Nina  et autres valses inédites (disque Solstice, SOCD no 115)
- 1995 : Émile Waldteufel : Valses inédites (disque Solstice, SOCD no 144)
- 1996 : Gatien Marcailhou d’Aymeric : Indiana et quinze autres pièces pour piano (disque Solstice, SOCD no 939)
- 1997 : Marie Jaëll : Œuvres pour piano (disque Solstice SOCD no 139) - Diapason d’Or, évènement Diapason
- 1998 : Marie Jaëll : Sonate, promenade matinale et dix bagatelles pour piano et autres œuvres (disque Solstice, SOCD, 2000)
- 2009 : Émile Waldteufel, le Maitre français de la valse : coffret de deux CD Ina-Radio-France.(16/10/2009) Ref 211712- 2 CD, durée 2h20 - distribution : Harmonia Mundi
- 2017: Ernesto Nazareth :  Valses et tangos brésiliens (Euphonia, VOC 6405)
- 2019 : Frédéric Chopin : Chopin à Nanteuil-en Vallée, œuvres célèbres de Chopin, Valses, Nocturnes, Mazurkas, Ballade (Euphonia, 2018)
- de janvier 2011 à mars 2018 :  Disques joints au magazine bimensuel Pianiste magazine : 45 CD enregistrés.

## Auteur
- Ma vie est une valse, roman historique d’après la vie d'Émile Waldteufel (Éditions Euphonia 2005)

### Ouvrages pédagogiques
- Collection intitulée : Comment Jouer aux éditions Symétrie (Lyon)

Chaque fascicule est consacré à une grande œuvre du répertoire. Il comprend un point historique, des conseils de technique et d’interprétation ainsi qu’un entretien avec un pianiste international à propos de l’œuvre traitée. Neuf volumes sont parus :     
1. Comment jouer la Fantaisie Impromptu de Chopin  éd. Symétrie 48 p. (entretien avec Abdel-Rahman el Bacha)
2. Comment jouer Un Sospiro de Liszt. éd. Symétrie, 64 p. (entretien avec Brigitte Engerer)
3. Comment jouer la Rhapsodie en sol mineur de Brahms, éd. Symétrie, 52 p. (entretien avec Marie-Josèphe Jude)
4. Comment jouer les Estampes de Debussy, éd. Symétrie, 66 p. (entretien avec Michel Béroff)
5. Comment jouer le quatrième Impromptu op. 90 de Schubert, éd. Symétrie, 54 p. (entretiens : avec Paul Badura-Skoda et Bernard Cavanna)
6. Comment jouer le Nocturne en si mineur op. 9 no 3 de Chopin, éd. Symétrie, 46 p. (entretien avec Bruno Rigutto)
7. Comment jouer la Troisième Consolation de Liszt, éd. Symétrie, 38 p. (entretien avec Gérard Fallour)
8. Comment jouer les Jeux d’eau de Maurice Ravel, éd. Symétrie, 60 p. (entretien avec Stephen Paulello)
9. Comment jouer la Première Ballade de Chopin, éd. Symétrie, 60 p. (entretien avec Jacqueline Bourgès-Maunoury)

- Le Kit du piano. Partitions commentées  et CD  (éd. Sony Classical)
- Best of Pianiste  Partitions commentées  et CD  (Pianiste Magazine)
- La Méthode Bleue, méthode de piano pour les débutants, d'après les principes de piano que Chopin donnait à ses propres élèves, Editions Henry Lemoine, 02/09/ 2019, 116 pages, 2 CD inclus.
- La Méthode Bleue, Le livre des parents ou du professeurs, 02/09/2019. Editions Henry Lemoine
- L'art de jouer du piano, (conseils pour les débutants, les amateurs, les concertistes). Préface de Claire-Marie Le Guay. Editions LibriSphaera, 01/03/2022, 400 pages.